# Симеон Цеков
Симеон Николов Цеков е български офицер, контраадмирал (генерал-майор).

## Биография
Роден е на 18 октомври 1952 г. във Видин. Завършва Висшето военноморско училище във Варна през 1975 г
През 1980 г. е вербуван за агент от III управление (военно контраразузнаване) на Държавна сигурност с псевдоним Генчев. Снет е от действащ оперативен отчет през 1986 г.
На 6 юни 2002 г. е назначен за командир на Военноморската база – Бургас. На 25 април 2003 г. е удостоен с висше военно звание бригаден адмирал. На 4 май 2005 г. е освободен от длъжността командир на Военноморска база – Бургас и назначен за заместник-началник на Главния щаб на Военноморските сили по подготовка на силите. На 25 април 2006 г. е назначен за началник на щаба на Военноморските сили, считано от 1 юни 2006 г. и удостоен с висше офицерско звание контраадмирал.
На 26 април 2007 г. е освободен от длъжността началник на щаба на Военноморските сили и заместник-командващ на Военноморските сили.
На 01 юли 2009 г. е освободен от длъжността заместник-командващ на Военноморските сили.
На 16 октомври 2009 г. е назначен за заместник-командващ на Съвместното оперативно командване.
На 30 юли 2010 г. контраадмирал Симеон Цеков е освободен от длъжността заместник-командващ на Съвместното оперативно командване и от военна служба, считано от 1 септември 2010 г.
По-късно е е началник на сектор „Военно почивно дело“ в отдел югоизточен „ВК и ВПД“ – Бургас. Снет на 18 октомври 2015 г. от запас поради навършване на пределната възраст за генерали – 63 г.

## Военни звания
- Лейтенант (1975)
- Капитан I ранг (1996)
- Бригаден адмирал (25 април 2003)
- Контраадмирал (25 април 2006)